# Волновая пружина

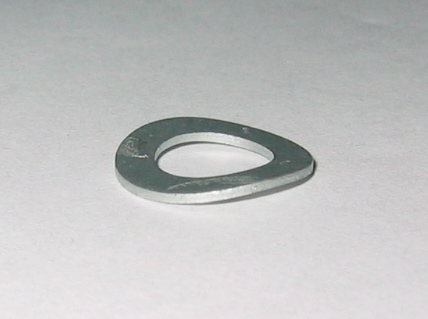
Жёсткая одновитковая волновая пружина

Волновая пружина сжатия представляет собой синусоидальную металлическую ленту, навитую ребром по окружности заданного диаметра (обычно от 5 мм до 3000 мм). В зависимости от назначения, выполняется одновитковой или многовитковой.

## Особенности
Одновитковые пружины применяются при малых рабочих ходах, для малых и средних нагрузок.
Многовитковые пружины разделяются на:
- волновые пружины с соприкасающимися вершинами, где каждый следующий виток смещен на половину волны синусоиды от предыдущего витка. Жесткость пружины уменьшается прямо пропорционально количеству витков. Применяются при больших рабочих ходах, для малых и средних нагрузок.
- многослойные волновые пружины, которые формируются из нескольких параллельных, полностью вложенных друг в друга витков цельной ленты. Жесткость пружины увеличивается прямо пропорционально количеству витков.  Не требуется сборка отдельных пружин в пакет для создания больших сил. Применяются при малых рабочих ходах, для средних и больших нагрузок.

## Применение
Волновые пружины широко применяют  для создания статических нагрузок в уплотнениях трубопроводной арматуры, опорных узлах, при нагрузке плавающих подшипников и вместо тарельчатых пружин. Они служат для компенсации допусков, технологических и температурных зазоров сопрягаемых деталей в широком диапазоне сил (от единиц ньютонов до десятков тысяч) и с высокой точностью.
Волновая пружина при тех же силе и рабочем ходе может быть до 50% компактнее и легче витой пружины, поскольку механические свойства ленты значительно выше, чем круглой проволоки. Применение волновых пружин оптимально при жестких ограничениях осевых и радиальных габаритов узла.

## Производство
Методики расчёта волновых пружин отличаются высокой точностью, технологический процесс обеспечивает повторяемость и предсказуемость параметров готовых изделий. Для производства стандартных и заказных пружин, в зависимости от эксплуатационных требований, могут применяться различные материалы:
- углеродистая сталь
- нержавеющая сталь (отличается более высокими механическими и температурными характеристиками)
- бериллиевая бронза (высокие коррозионная стойкость, электропроводность и механические характеристики, немагнитна)
- INCONEL (высокая температурная и коррозионная стойкость)
- ELGILOY (высочайшая коррозионная стойкость, особенно в морской воде и сульфидных средах)

Ведущие производители:
- Smalley Steel Ring Company
- Keihin Metal CO.,LTD
- 松村鋼機株式会社（英文名：Matsumura-Kohki Co., Ltd）
- Lee Spring Company
- Rotor Clip Company, Inc